# João Martinho Moye
João Martinho Moye (Cutting, 27 de janeiro de 1730 – Tréveris, 4 de maio de 1793) foi um padre católico francês, que serviu como missionário na China e foi o fundador das Irmãs da Congregação da Divina Providência. Organizou também a primeira expressão de vida consagrada entre as mulheres da China. Ele foi beatificado pela Igreja Católica em 1954.

## Biografia

### Início de vida
Moye nasceu em 27 de janeiro de 1730 na aldeia de Cutting, então localizada no jurisdição de Dieuze, no Ducado autônomo de Lorena, parte do Sacro Império Romano — hoje no Departamento francês de Mosela. Foi o sexto dos treze filhos de Jean Moye e Anne Catharine Demange, parte de uma família de agricultores próspera e estabelecida há muito tempo na região.

### Sacerdócio
Moye foi ordenado sacerdote em 9 de março de 1754 por Louis-Joseph de Montmorency-Laval, bispo de Metz. Após a sua ordenação, foi-lhe concedido um benefício do rei Estanislau I Leszczyński da Polônia, o último duque de Lorena, dos rendimentos gerados pela Capela de Santo André no cemitério de Dieuze. Este rendimento permitiu-lhe aceitar o cargo mal remunerado de vigário para três paróquias diferentes de Metz, uma das quais, a Paróquia da Santa Cruz, tinha como pároco o cônego Thiébaut. Ele então assumiu vários ministérios diferentes como parte de seu serviço, entre eles atuando como confessor dos seminaristas de Saint-Simon.